# Saalmuellerana latisfasciata
Saalmuellerana latisfasciata là một loài bướm đêm trong họ Noctuidae.